# Герб Балеарских островов
Герб Балеарских островов — символ провинции Балеарские острова, наряду с флагом и гимном. Принят 21 ноября 1984 года.
За основу была взята саньера — эмблема Арагона, частью которого острова были в течение долгого времени.
В отличие от саньеры, на гербе автономии не 4 желтых полосы, а пять, и расположены они не горизонтально, а вертикально (так же, кстати, были ориентированы полосы на гербе барселонских графов).
История происхождения цветового решения объясняется несколькими легендами, ни одна из которых не выдерживает проверки фактами. В общих словах, красный и золотой — цвета власти, завоеваний, короля.
Четыре вертикальные красные полосы на желтом фоне, пересекаемые по диагонали синей полосой, проходящей от правого верхнего угла к противоположной нижней части. Ширина красных полос и желтых пространств будет одинаковой для одного и другого и будет равна одной девятой ширины щита. Ширина синей полосы будет в 1,5 раза больше ширины красных полос. Вокруг щита в качестве украшения будут размещены ламбрекены из листьев аканта золотистого цвета, ширина которых практически равна ширине красных полос. Он будет иметь форму щита, который в геральдике называется „испанский щит“.

## Галерея

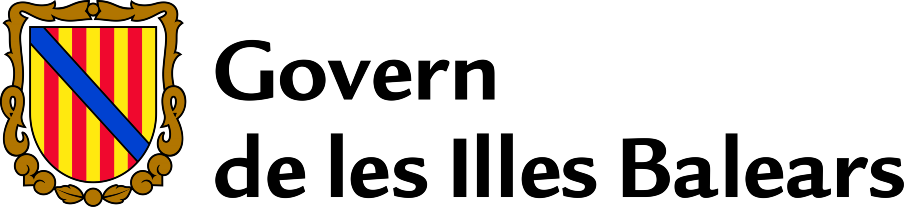